# Herlas
Herlas (oberfränkisch: Heales) ist ein Gemeindeteil der Großen Kreisstadt Kulmbach im  Landkreis Kulmbach (Oberfranken, Bayern). Herlas liegt in der Gemarkung Mangersreuth.

## Geografie
Die Siedlung Herlas bildet mit Weiher im Norden und Forstlahm im Westen eine geschlossene Siedlung. Sie liegt an der Bundesstraße 85, die nach Leuchau (1,2 km südöstlich) bzw. nach Mangersreuth verläuft (1,5 km nordwestlich). Im Osten am Fuße der bewaldeten Anhöhe Rangen befindet sich ein ehemaliger Muschelkalkbruch, der als Geotop ausgezeichnet ist.

## Geschichte
1692 wurde „förder u[nd] hinter Harlas“ erstmals urkundlich erwähnt. Dem Ortsnamen liegt ein Flurname zugrunde, der einen kleinen Wald bezeichnete (hart, mhd für Wald + angehängte Verkleinerungsform las).
Gegen Ende des 18. Jahrhunderts gab es in Herlas 3 Anwesen. Das Hochgericht und die Dorf- und Gemeindeherrschaft standen dem bayreuthischen Stadtvogteiamt Kulmbach zu. Grundherren waren das Kastenamt Kulmbach (2 Gütlein, Mittleres und Hinteres) und das Rittergut Steinenhausen (1 Gütlein, Vorderes).
Von 1797 bis 1810 unterstand der Ort dem Justiz- und Kammeramt Kulmbach. Mit dem Gemeindeedikt wurde Mittleres und Hinteres Herlas dem 1811 gebildeten Steuerdistrikt Gößmannsreuth zugewiesen, während Vorderes Herlas dem Steuerdistrikt Melkendorf zugewiesen wurde. 1812 erfolgte die Überweisung der drei Einöden an den Steuerdistrikt Mangersreuth und der neu gebildeten gleichnamigen Ruralgemeinde. Am 1. April 1946 wurde Herlas im Zuge der Gebietsreform in Bayern nach Kulmbach eingegliedert. Die Siedlung Herlas entstand erst in den 1970er Jahren. Bis dahin existierten nur die drei Einöden Hinteres, Mittleres und Vorderes Herlas.

### Baudenkmäler
- Kaltes Birkig 14: Bauernanwesen

### Einwohnerentwicklung
| Jahr            | 001818 | 001861 | 001871 | 001885 | 001900 | 001925 | 001950 | 001961 | 001970 | 001987 |
| Hintere Herlas  |        | 7      | 6      | 6      | 8      | 3      | 6      | 5      | 7      |        |
| Mittlere Herlas |        | 5      | 5      | 8      | 5      | 4      | 5      | 4      | 2      |        |
| Vordere Herlas  |        | 10     | 14     | 14     | 12     | 8      | 9      | 7      | 4      |        |
| Gesamt          | 24     | 22     | 25     | 28     | 25     | 15     | 20     | 16     | 13     | *      |

Wohngebäude:
| Jahr            | 001818 | 001861 | 001871 | 001885 | 001900 | 001925 | 001950 | 001961 | 001970 | 001987 |
| Hintere Herlas  |        |        |        | 2      | 1      | 1      | 1      | 1      |        |        |
| Mittlere Herlas |        |        |        | 1      | 1      | 1      | 1      | 1      |        |        |
| Vordere Herlas  |        |        |        | 1      | 2      | 2      | 1      | 1      |        |        |
| Gesamt          | 3      |        |        | 4      | 4      | 4      | 3      | 3      |        | *      |
| Quelle          | [ 7 ]  | [ 11 ] | [ 12 ] | [ 13 ] | [ 14 ] | [ 15 ] | [ 16 ] | [ 17 ] | [ 18 ] | [ 19 ] |

## Religion
Hintere, Mittlere und Vordere Herlas sind evangelisch-lutherisch geprägt und nach Unsere Liebe Frau (Mangersreuth) gepfarrt.